# Fred Andrew Seaton

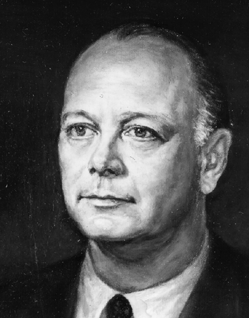
Fred Andrew Seaton

Frederick Andrew Seaton (* 11. Dezember 1909 in Washington, D.C.; † 16. Januar 1974 in Minneapolis, Minnesota) war ein US-amerikanischer Politiker (Republikanische Partei), der dem Kabinett von US-Präsident Dwight D. Eisenhower als Innenminister angehörte.
Der in Washington geborene Seaton wuchs in Manhattan im Bundesstaat Kansas auf, wo er auch die High School besuchte. 1931 machte er seinen Abschluss an der Kansas State University, bevor er 1937 nach Hastings (Nebraska) umzog und sich dort über viele Jahre als Herausgeber der Zeitung Daily Tribune betätigte. Als Präsident der Seaton Publishing Company war er noch an weiteren Zeitungen sowie Radio- und Fernsehsendern beteiligt. Überdies gehörte er dem Leitungsgremium des Hastings College an und war Mitglied einer Stiftung zu Gunsten der University of Nebraska.
Seine ersten politischen Erfahrungen sammelte Fred Seaton bereits 1936 als Mitglied im Stab des republikanischen Präsidentschaftskandidaten Alf Landon. 1945 wurde er in die Nebraska Legislature gewählt, der er bis 1949 angehörte.
1951 wurde er von Nebraskas Gouverneur Val Peterson zum Nachfolger des verstorbenen US-Senators Kenneth S. Wherry ernannt. Seaton trat sein Amt am 10. Dezember 1951 an und verließ den Senat am 4. November 1952, nachdem er nicht als Kandidat für die komplette verbleibende Amtszeit bis Januar 1955 in Betracht gezogen worden war.
In der Folge hatte Seaton zahlreiche Positionen unterhalb der Kabinettsebene in der Regierung von Dwight D. Eisenhower inne, ehe dieser ihn als Innenminister in sein Kabinett berief. Er bekleidete dieses Amt von 1956 bis zum Amtsantritt des neuen Präsidenten John F. Kennedy im Januar 1961; während dieser Zeit wurden Alaska und Hawaii Bundesstaaten der USA.
Fred Seaton nahm seine Tätigkeit als Zeitungsherausgeber wieder auf. Eine Rückkehr in die Politik scheiterte, als er 1962 bei der Wahl zum Gouverneur von Nebraska dem Amtsinhaber Frank B. Morrison unterlag. 1973 legte er als Vorsitzender eines fünfköpfigen Komitees dem Weißen Haus den Forest Report vor, in dem Präsident Nixon empfohlen wurde, der Holzindustrie größere Einschläge in den National Forests zuzugestehen.
Für seine Verdienste wurde Seaton 1955 mit der Medal of Freedom ausgezeichnet.